# Liste de ponts de Syrie
Cette liste de ponts de Syrie a pour vocation de présenter une liste de ponts remarquables de Syrie, tant par leurs caractéristiques dimensionnelles, que par leur intérêt architectural ou historique.

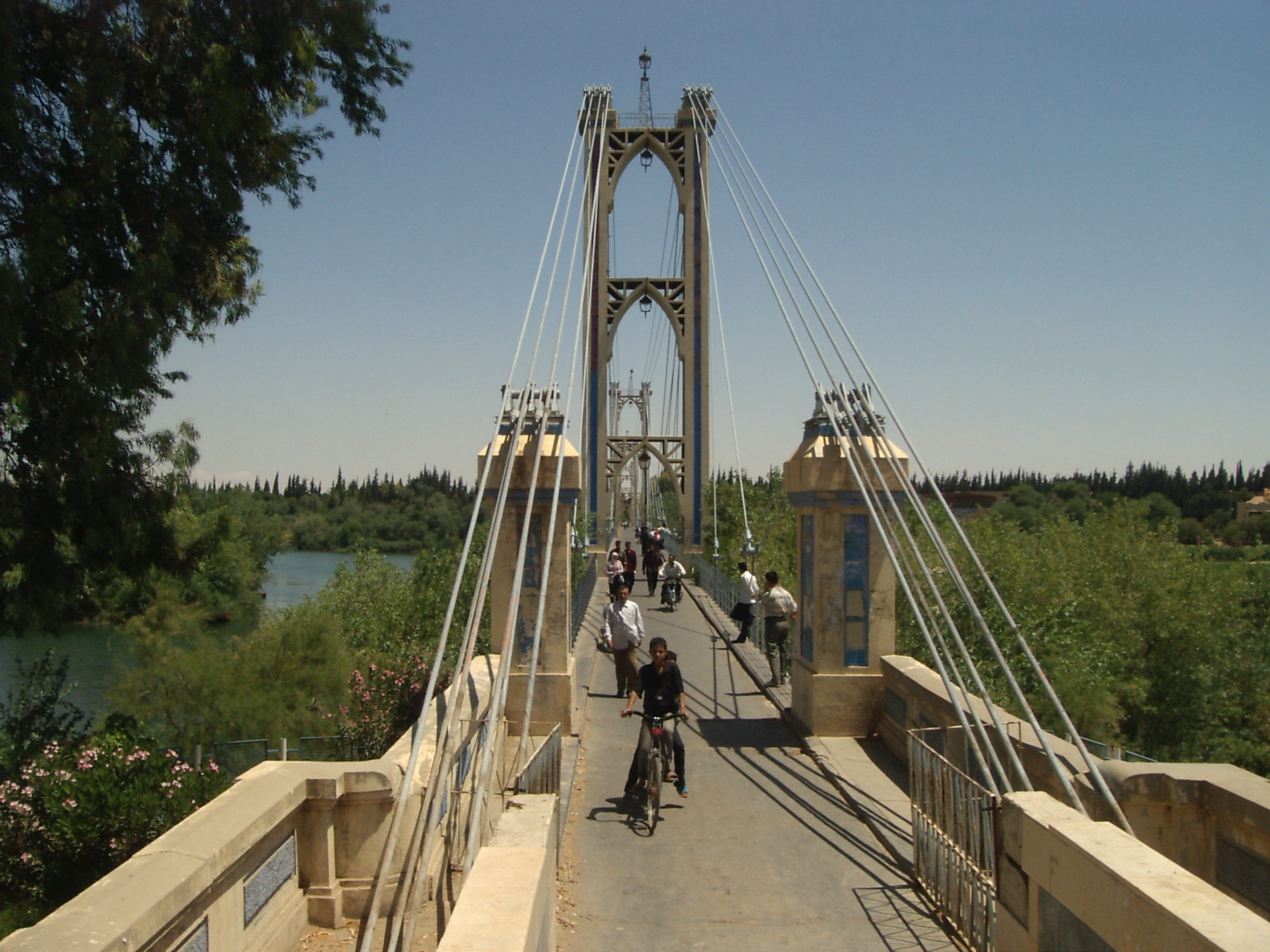
Le pont de Deir ez-Zor sur l'Euphrate.

Elle est présentée sous forme de tableaux récapitulant les caractéristiques des différents ouvrages proposés, et peut-être triée selon les diverses entrées pour voir ainsi un type de pont particulier ou les ouvrages les plus récents par exemple. La seconde colonne donne la classification de l'ouvrage parmi ceux présentés, les colonnes Portée et Long. (longueur) sont exprimées en mètres et enfin Date indique la date de mise en service du pont.

## Ponts présentant un intérêt historique ou architectural
|  |   | Nom                                  | Arabe                | Distinction                                                                 | Long. | Type                             | Voie portée Voie franchie | Date        | Localisation                                 | Gouvernorat | Ref.  |
|  | - | ------------------------------------ | -------------------- | --------------------------------------------------------------------------- | ----- | -------------------------------- | ------------------------- | ----------- | -------------------------------------------- | ----------- | ----- |
|  | 1 | Pont romain sur l'Afrin              |                      | Mène vers l'ancienne ville de Cyrrhus                                       |       | Maçonnerie 8 arches plein cintre | Afrin                     | IIe siècle  | Dayr Şawwān 36° 44′ 20,9″ N, 36° 58′ 21,1″ E | Alep        | [ 1 ] |
|  | 2 | Pont romain sur le Saboun            |                      | Mène vers l'ancienne ville de Cyrrhus                                       |       | Maçonnerie 3 arches plein cintre | Sabun                     | IIe siècle  | Dayr Şawwān 36° 43′ 45,4″ N, 36° 58′ 48,8″ E | Alep        | [ 1 ] |
|  | 3 | Pont romain sur l'Oronte             |                      |                                                                             |       | Maçonnerie 10 arches             | Oronte                    |             | Mhardeh 35° 16′ 13,7″ N, 36° 33′ 54″ E       | Hama        |       |
|  | 4 | Pont fortifié de la citadelle d'Alep |                      | Mène vers la citadelle d'Alep                                               |       | Maçonnerie 7 arches ogivales     | Pont piétonnier           | XVIe siècle | Alep 36° 11′ 53,7″ N, 37° 09′ 42,6″ E        | Alep        |       |
|  | 5 | Pont de Deir ez-Zor                  | جسر دير الزور المعلق | Dernier et plus long pont à câble de type Gisclard Portée : 112 mètres (x3) | 500   | Suspendu 4 pylônes               | Passerelle Euphrate       | 1926        | Deir ez-Zor 35° 20′ 42″ N, 40° 09′ 04,3″ E   | Deir ez-Zor |       |

## Grands ponts
Ce tableau présente les plus grands ponts de Syrie (liste non exhaustive).
|  |   | Nom             | Arabe | Portée | Long. | Type           | Voie portée Voie franchie   | Date | Localisation                             | Gouvernorat | Ref. |
|  | - | --------------- | ----- | ------ | ----- | -------------- | --------------------------- | ---- | ---------------------------------------- | ----------- | ---- |
|  | 1 | Pont d'Haradara |       |        |       | Treillis Acier | Chemin de fer Berlin-Bagdad |      | Memelan 36° 42′ 37,4″ N, 36° 38′ 28,1″ E | Alep        |      |